# Андрощук Володимир Миколайович
Володи́мир Микола́йович Андрощу́к (10 січня 2001, Суслівці — 25 січня 2023, під Бахмутом) — український спортсмен-легкоатлет та військовик, Чемпіон України U20 з десятиборства (2019).

## Біографія
Андрощук Володимир народився 10 січня 2001 року в селі Суслівці Хмельницької області.
З 2018 року — член складу національної збірної на чемпіонаті Європи U-18 з легкої атлетики. У 2019 році став переможцем десятиборства на чемпіонаті України U-20.
Володимир Андрощук представляв Україну на міжнародних змаганнях. У 2018 році легкоатлет увійшов до складу національної збірної на чемпіонат Європи U18 з легкої атлетики. Андрощук змагався у десятиборстві, однак завоювати медалі йому не вдалось.
Андрощук неодноразово ставав призером легкоатлетичних стартів в Україні. У 2019 році Володимир переміг у десятиборстві на чемпіонаті України U20.
Також Володимир представляв Україну на чемпіонаті Європи U20 у 2020 році, де став шостим у сучасному п'ятиборстві.
Помер під Бахмутом 25 січня 2023 року.

## Пам'ять
Тімоті Снайдер: 
Андрощук не зможе представити свою країну на Олімпіаді-2024 у Франції. Натомість МОК розповідає, що на атлетів з РФ чекають у Парижі

## Вшанування пам'яті
У листопаді 2023 року в Сусловецькому ліцеї на Летичівщині було урочисто відкрито Меморіальну дошку на честь випускника Володимира Андрощука.